# Brindisi

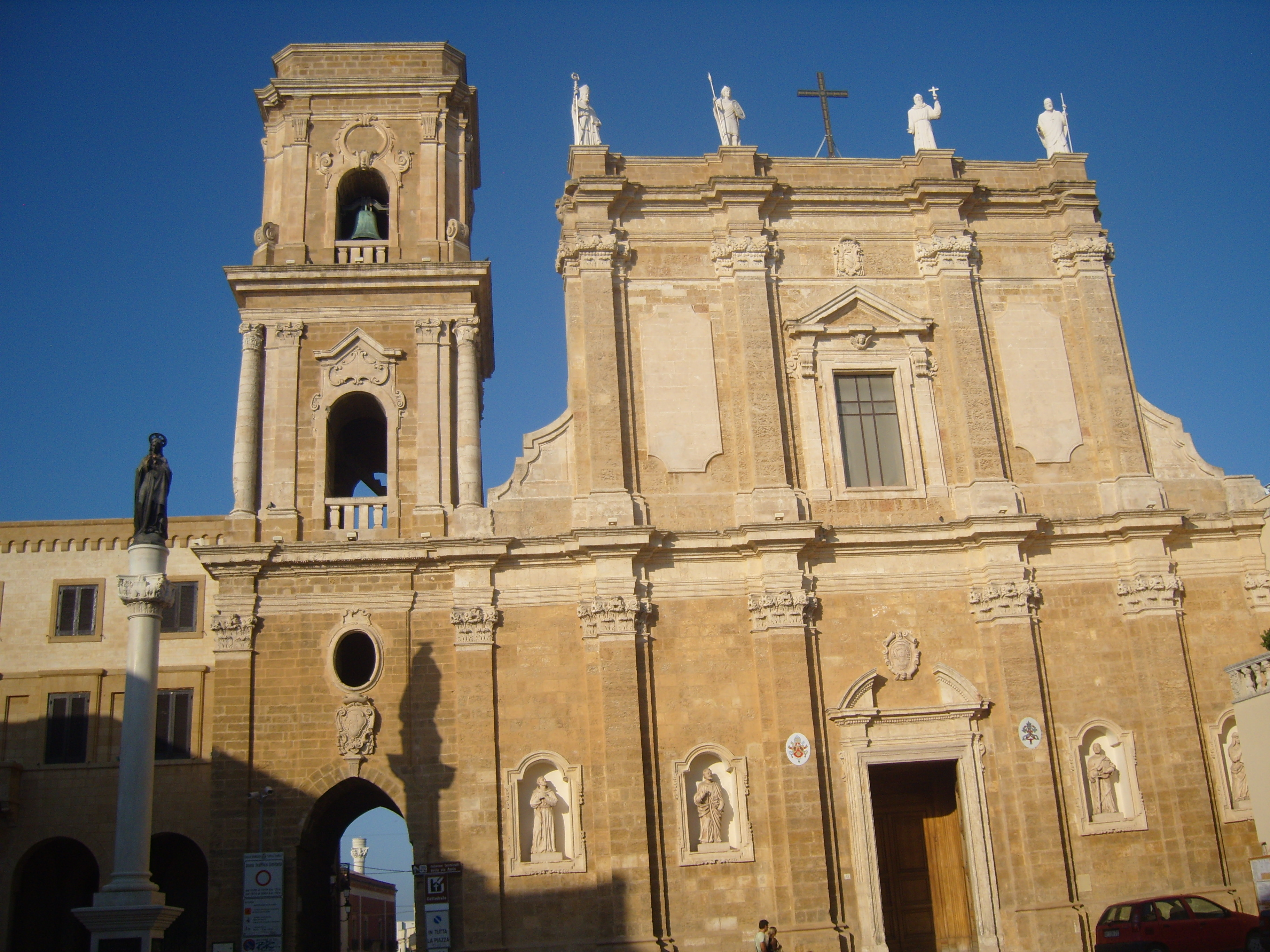
Đại giáo đường Brindisi.

Brindisi (phát âm tiếng Ý: [ˈbrindizi] ⓘ; tiếng Sicilia: Brìnnisi) là một đô thị (commune) thủ phủ tỉnh tỉnh Brindisi trong vùng Puglia của Ý. Brindisi có diện tích 328 km2, dân số là 86.053 người (thời điểm ngày 30 tháng 11 năm 2019
). Thành phố nằm bên bờ biển Adriatic. Trong quá khứ thành phố đóng vai trò quan trọng trong văn hóa và thương mại do vị trí trên bán đảo Ý và cảng tự niên bên bờ biển Adriatic. Thành phố cảng này có quan hệ mậu dịch với Hy Lạp, Trung Đông. Ngày nay thành phố này có ngành nông nghiệp, hóa chất và năng lượng.

## Lịch sử và Di sản
Brindisi là một trong những thành phố cổ nhất ở Ý, có lịch sử lâu đời từ thời kỳ Hy Lạp cổ đại và sau đó là La Mã.
Có nhiều di tích lịch sử và văn hóa ở Brindisi như Cột La Mã (Roman Column), Castello Svevo (Lâu đài Swabian), và các khu vực lịch sử khác.

## Cảng Brindisi
Cảng Brindisi đã từng đóng vai trò quan trọng trong lịch sử giao thông biển của Đế chế La Mã và sau này trong Chiến tranh Thế giới thứ nhất.
Ngày nay, cảng Brindisi vẫn hoạt động với các tuyến đường biển, là một trong những điểm nối quan trọng giữa Italia và các quốc gia Địa Trung Hải.